# Polymetme andriashevi
Polymetme andriashevi is een straalvinnige vissensoort uit de familie van lichtvissen (Phosichthyidae). De wetenschappelijke naam van de soort is voor het eerst geldig gepubliceerd in 1990 door Parin & Borodulina.